# Appignano
Appignano (Pignà nel dialetto locale) è un comune italiano di 4 120 abitanti della provincia di Macerata nelle Marche.

## Storia
Il paese sorge verso la fine dell'XI secolo, il nome deriverebbe da quello del proconsole romano Aulo Piniano Faltonio.
All'inizio del Duecento il luogo veniva indicato, in documenti notarili dell'epoca, come Castrum Appignani che dipendeva dal comune di Osimo. Verso la metà del '200, mentre i rapporti con il vicino comune di Treia si fanno problematici, dati documentari attestano l'esistenza del Comune di Appignano.

### Simboli
Lo stemma e lo stendardo sono stati concessi con decreto del presidente della Repubblica il 30 agosto negli anni 2000.
Il gonfalone è un drappo di azzurro.

## Monumenti e luoghi di interesse

### Architetture Religiose
- Convento di Forano [7] - A qualche km dal paese, in direzione di Montecassiano, si trova il Convento di Forano risalente al XIII secolo, luogo ricco di suggestione dove soggiornò, secondo la tradizione, San Francesco, del cui passaggio resterebbe a testimonianza la porta chiodata originaria a fianco del portale attuale.[8]
- Parrocchiale di San Giovanni Battista - La Chiesa del '500, rimaneggiata successivamente, ha un portale in pietra e un campanile a cuspide del '400. L'interno, barocco, conserva una Madonna in legno del '500[8]
- Chiesa di Santa Tecla - Di interesse per la conservazione di sacre reliquie all'interno della cappella detta "dei Santi"[9]
- Chiesa della Madonna dell'Addolorata - Nel quartiere di Santa Croce, fuori dal centro storico, costruita nell'800 al posto di un'edicola miracolosa del '500.[9]
- Chiesa di Santa Maria di Almaiano - piccola Pieve situata lungo la strada che collega Appignano al Convento di Forano, a circa 2 km dal paese. Dell'edificio, oggi in rovina, restano alcuni elementi architettonici che testimoniano l'originaria bellezza, come il portale e gli angoli interni arrotondati a forma di nicchia.

### Architetture Civili
- Cinta muraria e Porte urbiche[10]
- Palazzo civico - Costruito nel '700 su progetto dell’architetto Mattia Capponi di Cupramontana[9]
- Palazzo Benigni
- Cantina storica Villa Forano[11]
- Villa Tusculano[12]

## Società

### Evoluzione demografica
Abitanti censiti

### Tradizioni e folclore
Appignano è famosa in tutta Italia per la festa dei legumi chiamata Leguminaria. La manifestazione gastronomica si svolge in autunno ed ha per protagonisti i legumi, prodotti nel territorio e cucinati seguendo ricette tradizionali.

## Economia

### Artigianato
Tra le attività economiche più tradizionali, diffuse e importanti vi sono quelle artigianali, come i mobilifici, la lavorazione della ceramica e della maiolica.

## Amministrazione
| Periodo        | Periodo        | Primo cittadino    | Partito                      | Carica  | Note   |
| -------------- | -------------- | ------------------ | ---------------------------- | ------- | ------ |
| 6 luglio 1985  | 5 giugno 1990  | Renzo Giuliodori   | Democrazia Cristiana         | Sindaco | [ 16 ] |
| 6 giugno 1990  | 23 aprile 1995 | Antonio Petrelli   | Democrazia Cristiana         | Sindaco | [ 16 ] |
| 24 aprile 1995 | 13 giugno 1999 | Antonio Petrelli   | Centro                       | Sindaco | [ 16 ] |
| 14 giugno 1999 | 13 giugno 2004 | Maurizio Raffaelli | Centro-sinistra              | Sindaco | [ 16 ] |
| 14 giugno 2004 | 7 giugno 2009  | Maurizio Raffaelli | Lista civica                 | Sindaco | [ 16 ] |
| 8 giugno 2009  | 25 maggio 2014 | Osvaldo Messi      | Lista civica                 | Sindaco | [ 16 ] |
| 26 maggio 2014 | 26 maggio 2019 | Osvaldo Messi      | Partecipazione - Trasparenza | Sindaco | [ 16 ] |
| 27 maggio 2019 | 9 giugno 2024  | Mariano Calamita   | Lista civica                 | Sindaco | [ 16 ] |
| 10 giugno 2024 | in carica      | Mariano Calamita   | Costruiamo Insieme           | Sindaco | [ 16 ] |

## Sport

### Calcio
La principale squadra di calcio è l'U.S. Appignanese, nata nel 1964, che milita nel girone A marchigiano di Promozione, l'altra è l'Amatori Appignano che disputa la Terza Categoria e vincitrice dello scudetto amatoriale nel 1995 sotto la guida del mister Maurizio Raffaelli, poi diventato sindaco nel 1999.

### Pallavolo
Il paese di Appignano è rappresentato nella pallavolo dalla società Appignano Volley, nata nel 1987 e tuttora in forte crescita, tanto che nel campionato 2012/2013 ha partecipato alla B1 maschile.
Nel campionato 2017/2018 è l'unico paese in tutte le Marche ad avere due squadre che giocano nella serie C maschile: Appignano Volley e Aurora Volley. Nel 2018/2019 vince il campionato di serie C maschile.
La società Appignano volley è una delle società più importanti della provincia partecipando sia a campionati maschile che femminile.

## Galleria d'immagini

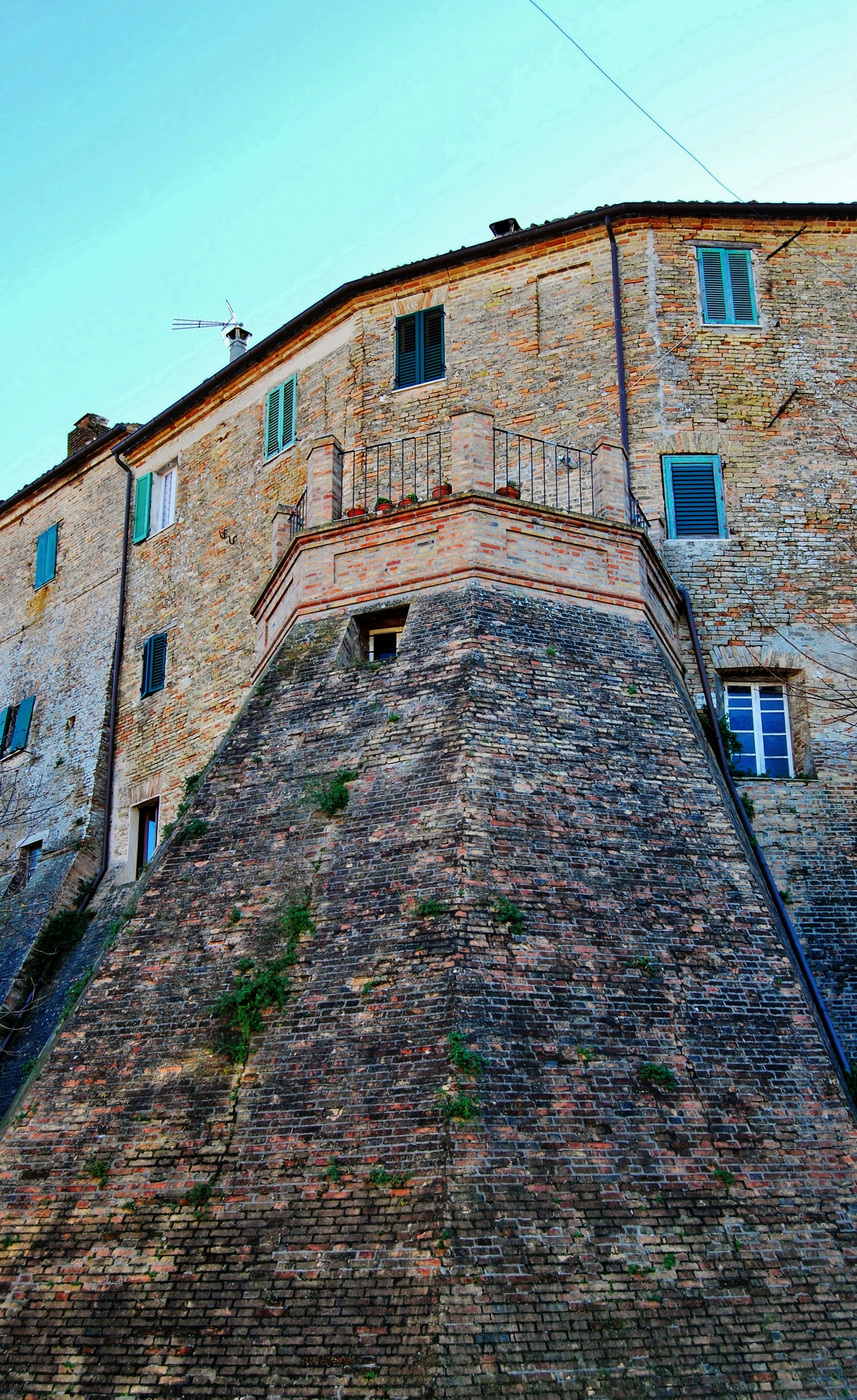
Cinta muraria
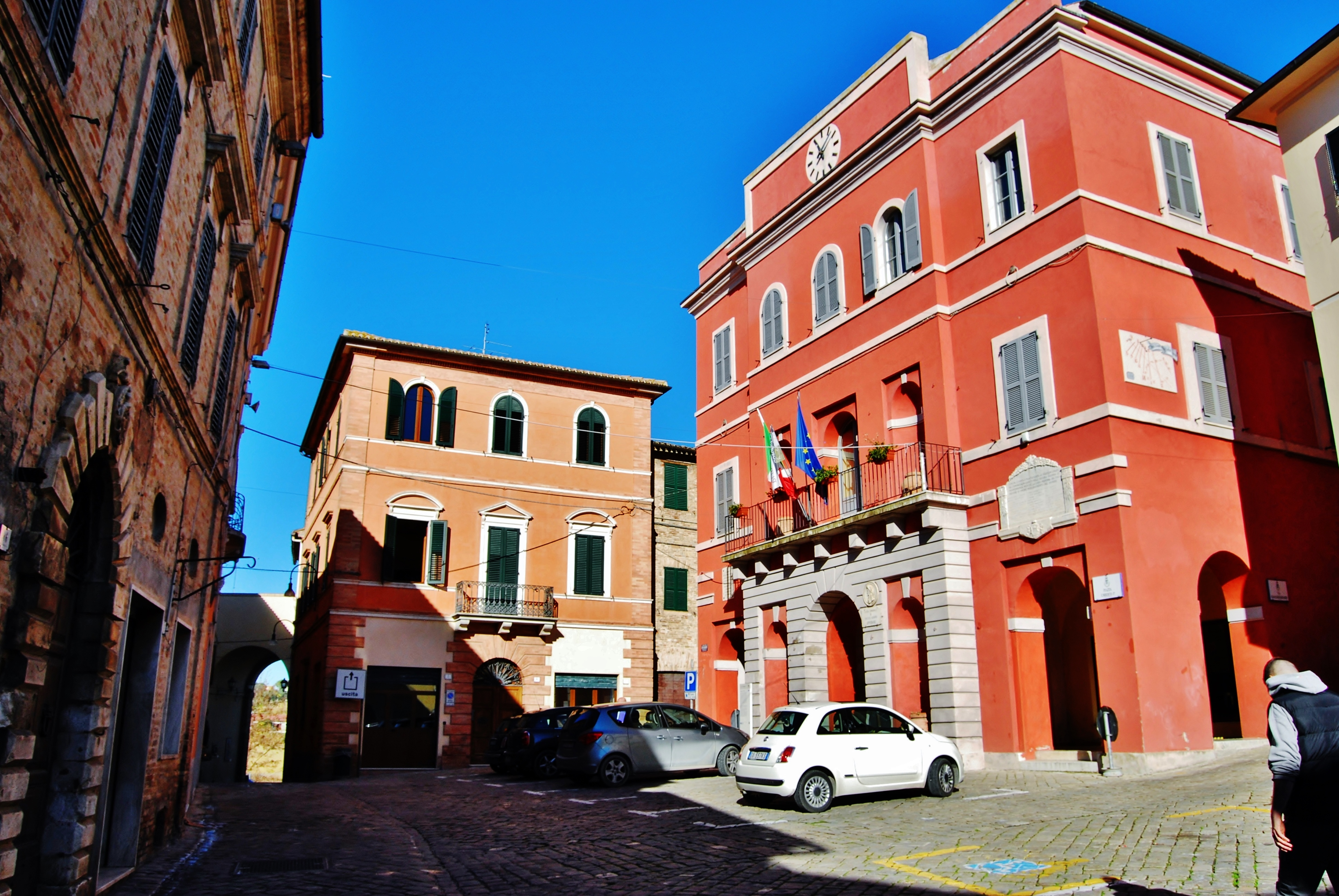
Municipio
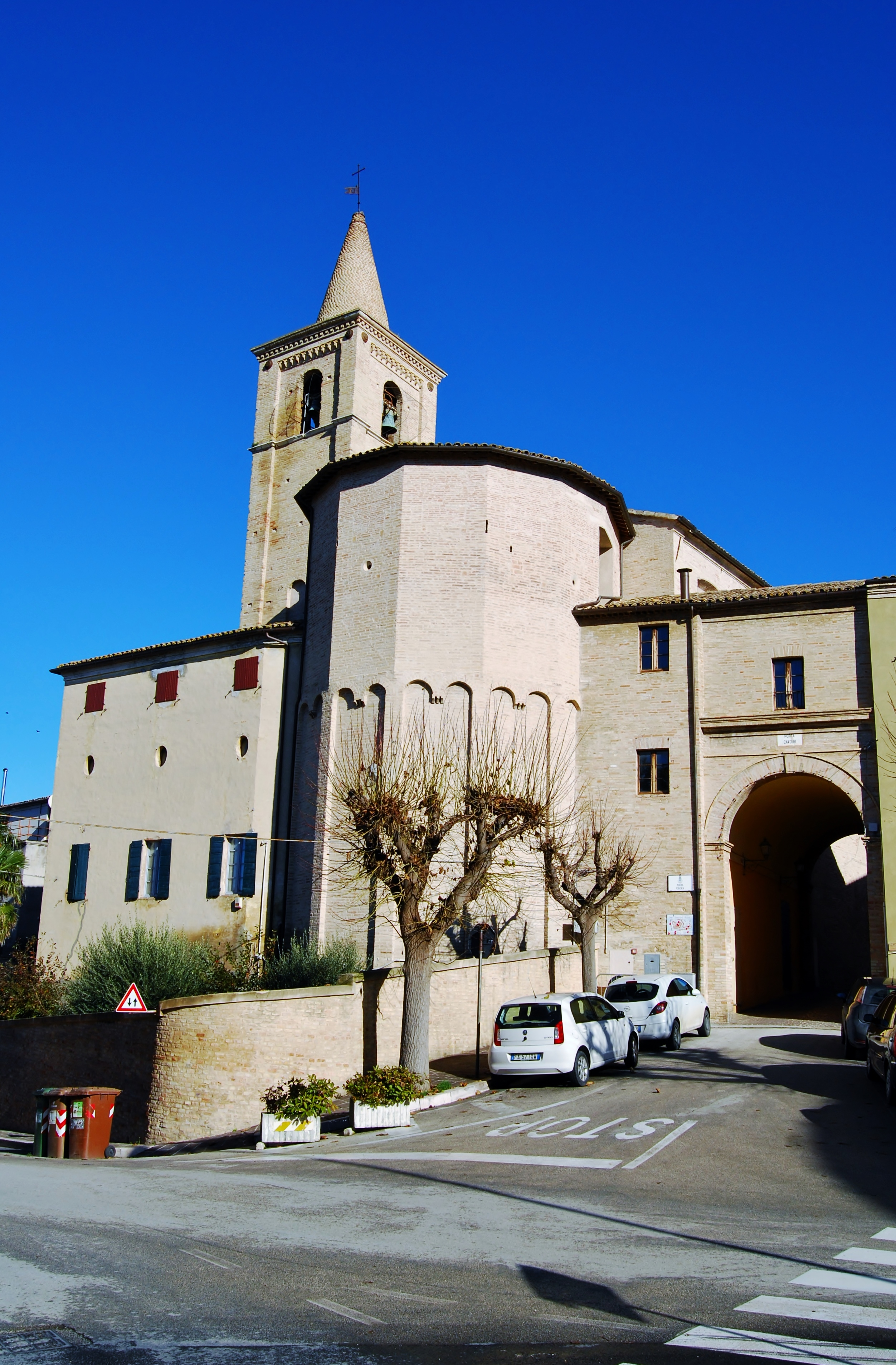
Parrocchiale di San Giovanni Battista
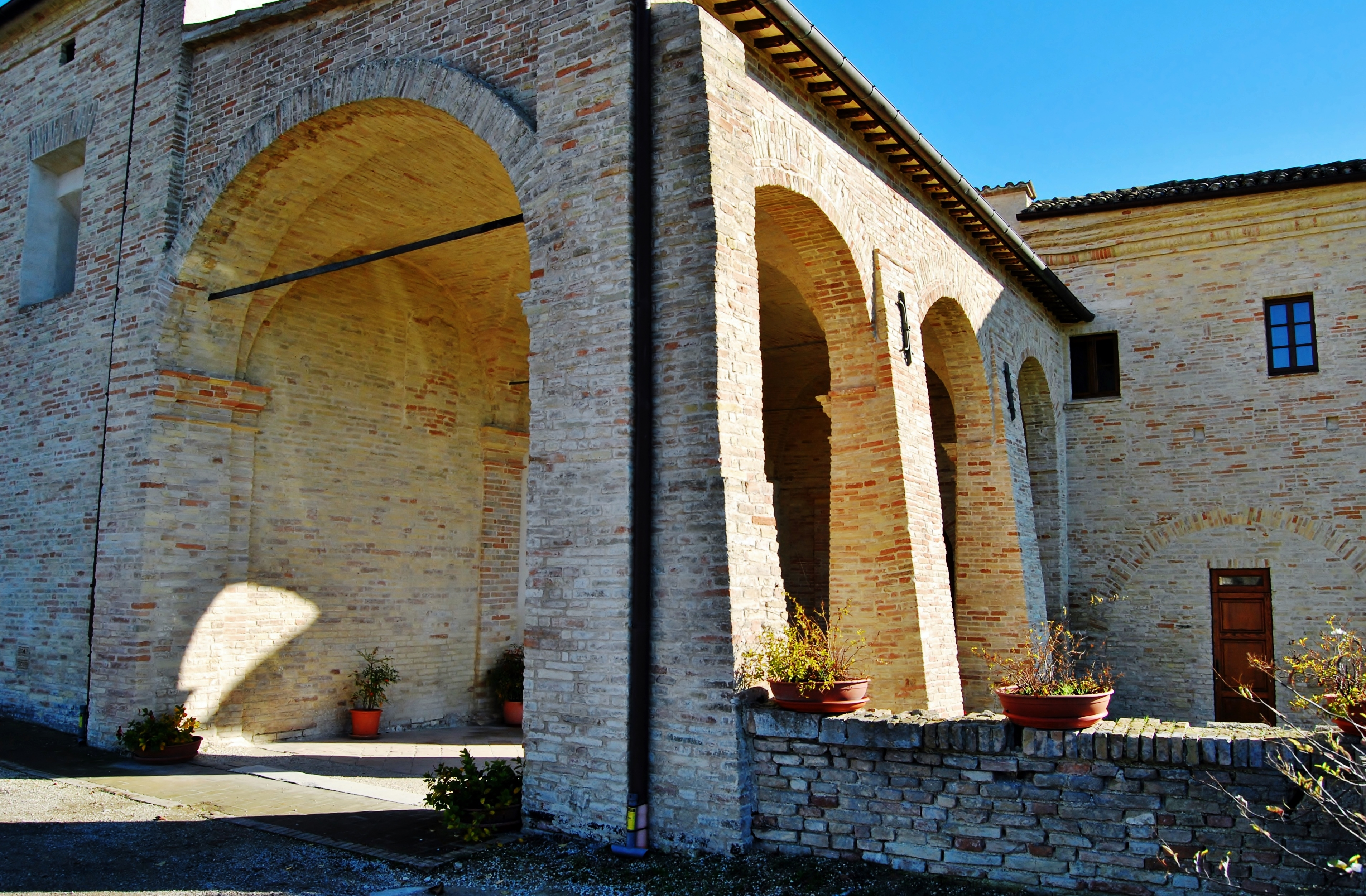
Convento di Forano
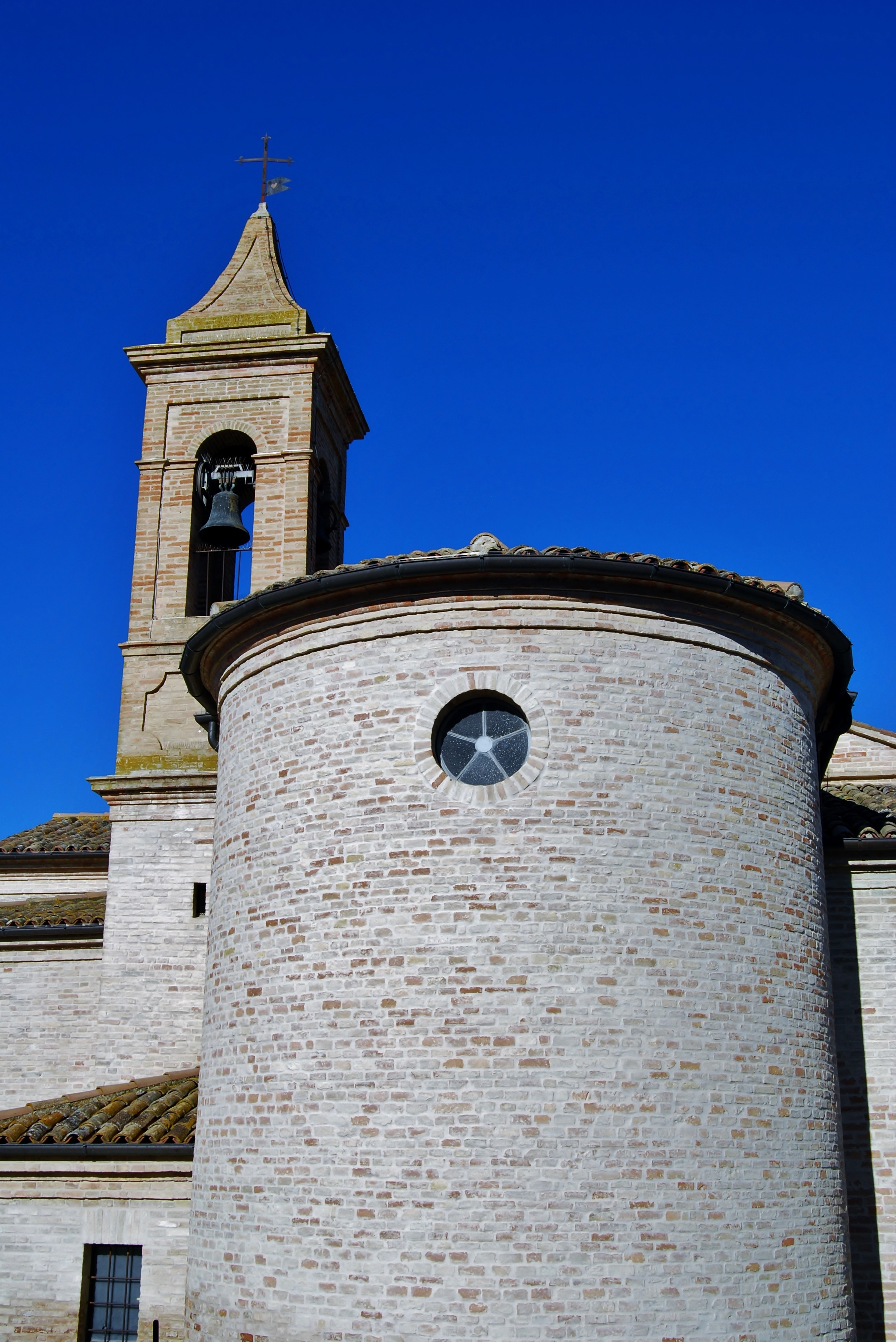
Chiesa della Madonna dell'Addolorata
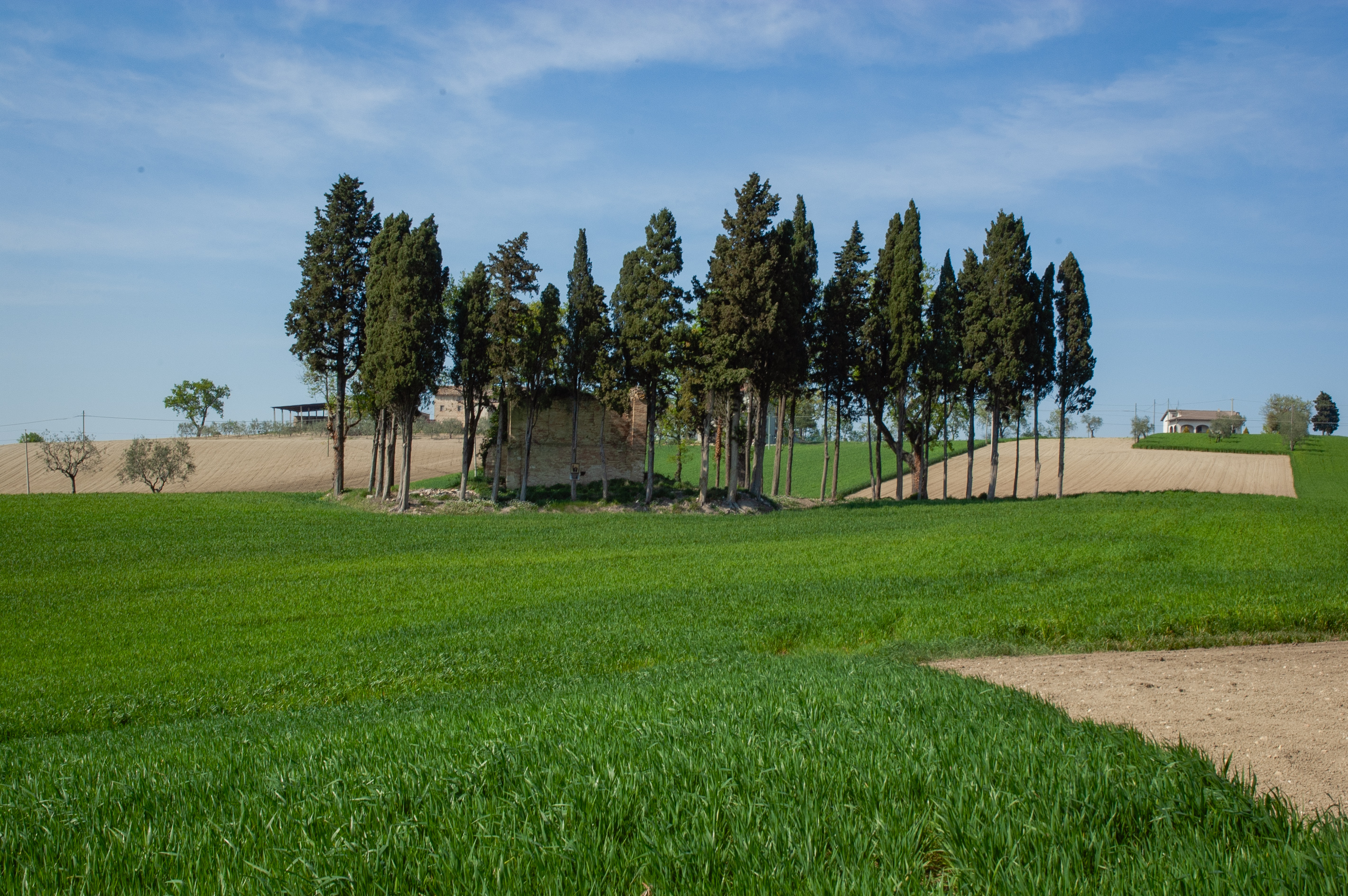
Veduta della Chiesa di Santa Maria Almaiano